# Харпер, Артур
Артур Харпер — американский старатель, известный своей работой в штате Аляска, США, и на территории Юкон, Канада. Считается первым человеком, который занялся поиском минералов в бассейне реки Юкон:стр.87. Включён в зал славы старателей Аляски.

## Биография
Артур Харпер родился в Ирландии и в 20 лет уехал на золотые прииски Калифорнии. Там он был более успешен в торговле, чем в золотодобыче. В 1860-х он отправился дальше на север в Британскую Колумбию, добывая золото на реке Фрейзер и в горах Карибу. В 1871 году он покинул Британскую Колумбию. В этот год колония стала провинцией Канады, и по мнению ряда историков стала «слишком цивилизованной» для Харпера.
В 1872 году он воспользовался старым маршрутом торговцев мехом чтобы добраться до бассейна реки Юкон. По рекам Лиард и Маккензи он двигался вниз по течению, а затем по Поркьюпайн вниз по течению. Оттуда Харпер добрался в 1874 году до Форт-Юкона, расположенного на территории штата Аляска. В Форт-Юконе он познакомился с Алфредом Мейо и Джеком Маккуэстеном. Втроём они создали партнёрство, которое успешно совершало торговые операции во всём регионе.
Харпер определил перспективность бассейна реки для добычи полезных ископаемых, в том числе золота, и донёс эту мысль до старателей в других регионах. Ещё в 1873 году он обнаружил золото на месте слияния рек Юкон и Уайт. Обнаруженное золото можно было добывать шлиховым методом и его запасы быстро истощались. Всё изменилось в 1886 году когда было найдено золото в бассейне реки Фортимайл. Это уже была не только золотая пыль, но и самордки. Харпер предложил своих партнёрам построить торговый пост в месте слияния рек Юкон и Фортимайл, так появился первый город на территории Юкона — Форти-Майл. Кроме того, Харпер предупредил, что с возможным наплывом старателей к месту необходимо доставить больше продовольствия.
В 1874 году Харпер женился на Seentahna, которая получила имя Дженни Боско, А Алфред Мейо на её сестре. Женщины происходили из индейской деревни Коякук, расположенной на берегу реки Юкон, там где в неё впадает река Коякук. В том же году они построили неподалёку торговый пост Танана. В отличие от жён Мейо и Маккуэстена, Дженни получила традиционное образование и выступала против того, чтобы их дети учились вдалеке от дома (в основном, в Сан-Франциско). В 1895 году Харпер расстался с Дженни. С ней остался младший, восьмой ребёнок, Уолтер Харпер, который впоследствии первым покорил гору Денали, высочайшую вершину Северной Америки.
После расставания с Дженни, Харпер переехал в Доусон и вскоре женился повторно. В 1897 году он заболел туберкулёзом и его партнёры оплатали ему переезд в Yuma, Аризона, где он и умер 11 ноября 1897 года.

## Память
Именем Харпера названы две горные вершины в регионе. В 1888 году Уильям Огилви дал такое название высочайшей вершине гор Огилви, а позднее такое же название получил один из пиков нагорья Танана.